# Albert Lin
 (janvier 2025).
Albert Yu-Min Lin est un animateur de télévision de télévision américain, spécialisé dans les documentaires et séries documentaires et d'aventure pour National Geographic. A l'origine, Albert Lin est ingénieur, scientifique, et technologue. Il est maître de conférences et chercheur associé en génie mécanique et aérospatial à l'Université de Californie à San Diego. Depuis 2019, il est notamment le présentateur de Les Cités Perdues d'Albert Lin.

## Jeunesse et éducation
Lin est né le 22 mars 1981, dans le comté de Santa Cruz, en Californie. Il a obtenu un baccalauréat en sciences (2004), une maîtrise en sciences (2006) et un doctorat (2008) en génie mécanique et aérospatial de l'Université de Californie à San Diego,.

## Carrière
Lin est chercheur associé à l'Institut californien des télécommunications et des technologies de l'information de l'Université de Californie à San Diego depuis 2008. Il est le directeur fondateur du Center for Human Frontiers de l'UC San Diego, qui vise à exploiter la technologie pour augmenter le potentiel humain,. Il a fondé la société d'analyse participative Tomnod, qui a été acquise en 2011 par le fournisseur d'imagerie satellite commerciale DigitalGlobe.
Les travaux de Lin ont attiré l'attention en 2009 pour avoir utilisé une combinaison de satellites, de drones, de géophysique et d'exploration intensive au sol pour rechercher la tombe disparue de Gengis Khan,. Pour son travail sur le projet de la Vallée des Khans, il a été nommé Aventurier de l'année 2009 par National Geographic.,
En plus de son travail universitaire, Lin est explorateur de la National Geographic Society depuis 2010. Il a animé un certain nombre d'émissions de télévision National Geographic qui documentent ses expéditions de recherche, notamment Forbidden Tomb of Genghis Khan (2011), China's Megatomb Revealed (2016), Les trésors perdus des Mayas (2018) et Les légendes de la Bible (2019).
Depuis 2019, il anime la série Les cités perdues de National Geographic avec Albert Lin. L'émission se concentre sur l'utilisation de drones et de l'imagerie LIDAR (détection et télémétrie par lumière) pour révéler des structures archéologiques autrement cachées à l'intérieur et sous les villes modernes et les paysages reculés,.
En France, en Belgique ou en Suisse, plusieurs de ses émissions sont diffusées en streaming sur Disney+.

## Vie personnelle
Lin a grandi en surfant et est un passionné de plein air. Il parle couramment l'anglais et le mandarin.
En 2016, il a été amputé d'une partie de la jambe droite à la suite d'un accident dans un véhicule à quatre roues motrices à toit ouvert.
Depuis lors, il porte une prothèse de jambe de haute technologie qui lui permet de continuer à diriger et à participer à des expéditions extrêmement exigeantes physiquement. Lin est devenu un ardent défenseur de l'amélioration de l'accès aux prothèses grâce à la technologie, notamment l'impression 3D,.

## Reconnaissance
Lin est récipiendaire de la médaille du Desert Research Institute Nevada et de la médaille Lowell Thomas de l'Explorers Club,,.
 